# Никулин, Григорий Георгиевич
Григо́рий Гео́ргиевич Нику́лин (5 декабря 1922, Большая Трещёвка — 15 августа 2007, Санкт-Петербург) — советский и российский режиссёр театра и кино, сценарист и продюсер. Участник Великой Отечественной войны.

## Биография
Родился в 5 декабря 1922 года в селе Большая Трещёвка (ныне Рамонского района Воронежской области).
В 1941—1948 годах служил в рядах РККА. В 1945 году во время подготовки и проведения Потсдамской конференции по итогам Второй мировой войны служил в вооруженной охране советской делегации вместе с Анатолием Потаповым, будущим корреспондентом Гостелерадио СССР. Сослуживцы сохранили боевую дружбу на всю оставшуюся жизнь.
В 1945—1948 годах работал военным следователем в Потсдаме.
В 1953 году окончил режиссёрский факультет Ленинградский государственный театральный институт имени A. H. Островского. В 1953—1957 годах — режиссёр-постановщик Большого драматического театра им. М. Горького (ныне Большой драматический театр имени Г. А. Товстоногова).
С 1957 года — режиссёр киностудии «Ленфильм». Работал в жанрах художественного, документального кино и мини-сериала. Написал киносценарии к нескольким фильмам, а также оказывал содействие в кинопроизводстве фильмов в качестве продюсера.
Преподавал режиссёрское мастерство в Ленинградском институте культуры.
Ушёл из жизни 15 августа 2007 года. Похоронен на Смоленском кладбище в Санкт-Петербурге.

## Творчество

### Театральные работы
Большой драматический театр им. М. Горького
- 1953 — «Слуга двух господ» К. Гольдони
- 1953 — «Строгая девушка» С. Алёшина (совместно с О. Г. Казико)
- 1955 — «Смерть Пазухина» М. Салтыкова-Щедрина
- 1955 — «Разоблачённый чудотворец» Г. Филдинга
- 1956 — «Преступление Энтони Грехема» по роману Дж. Гордона «Да сгинет день»

## Фильмография
- 1956 — Невеста (совместно со В. М. Шределем)
- 1957 — Смерть Пазухина (фильм-спектакль)
- 1960 — Пойманный монах
- 1962 — 713-й просит посадку
- 1964 — Помни, Каспар…
- 1968 — Настоящий мужчина состоит из мужа и чина (фильм-спектакль)
- 1970 — Три года (фильм-спектакль)
- 1972 — Моя жизнь (совместно с В. Ф. Соколовым)
- 1975 — Память
- 1977 — Первые радости
- 1979 — Необыкновенное лето
- 1981 — 20-е декабря
- 1988 — Хлеб — имя существительное
- 1996 — Кронштадтский мятеж (документальный, 8 серий)